# Garuda Wisnu Kencana

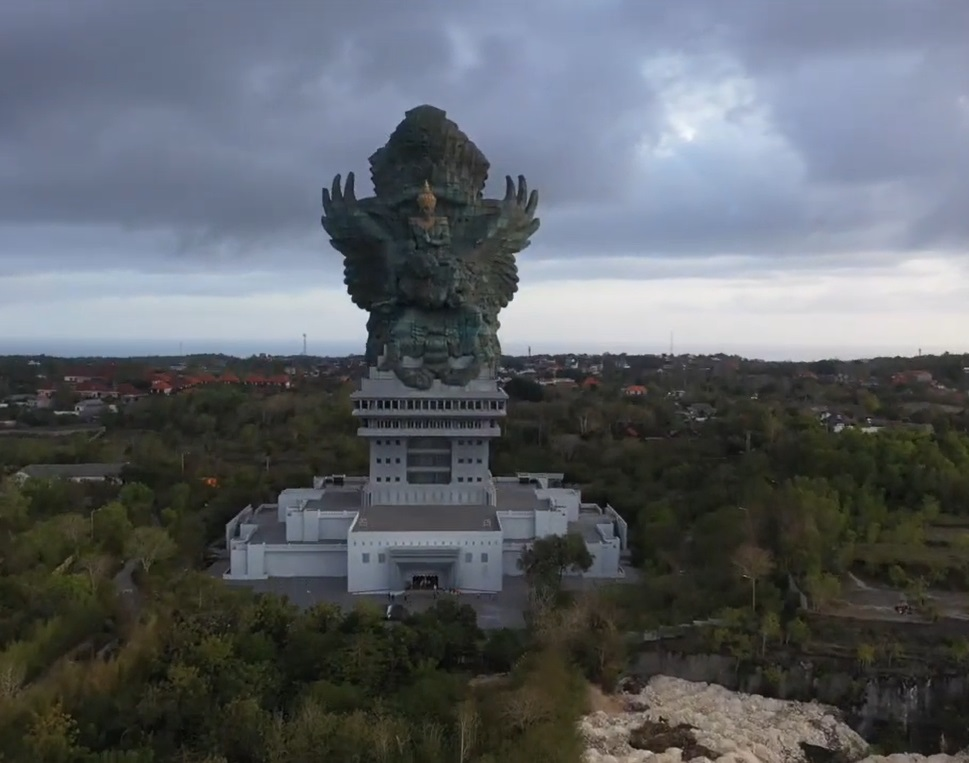
Busto della statua di Visnù

Testa della statua di Garuḍa

Il Maṇḍala Garuda Wisnu Kencana (a volte abbreviato in GWK) è un importante parco culturale situato nella penisola Bukit dell'isola di Bali, in Indonesia.
Il Maṇḍala è dedicato al dio induista Visnù e al suo compagno di viaggio, il leggendario uccello Garuḍa. La statua di Visnù è alta 117 metri. Le statue sono tuttora incomplete